# Kulcsár János (költő)
Kulcsár János (Abda, 1935 – ?, 1983. május 20.) magyar költő, újságíró, lapszerkesztő, népművelő.

## Életútja és munkássága
Az Eötvös Loránd Tudományegyetem könyvtár szakának elvégzését követően előbb néhány évig a győri Kisfaludy Károly Megyei Könyvtár dolgozója volt, majd 1960-ban kinevezték az újonnan szervezett Győr-Sopron Megyei Népművelési Tanácsadó első vezetőjévé. 1969-től a Szombathelyen kiadott Vas Népe munkatársa, majd főmunkatársa, a kulturális rovat vezetője volt. Ezzel párhuzamosan Palkó István után átvette a nyugat-dunántúli kulturális folyóirattá előlépett Életünk főszerkesztését is, a szerkesztőség munkáját 1977-ig irányította.
Fiatalon tehetséges költőként tartották számon, de verseskötete nem jelent meg. 1959-ben már a Jelenkor közölte verseit. Szűkebb pátriája Kisalföld című napilapjában rendszeresen jelentkezett költeményekkel, de más folyóiratokban és antológiákban is hallatta a hangját.  Rónay László Kulcsár költeményeit „folytonos izgalommal” jellemezte, Tóth Endre a merészen kísérletező lírikust látta az ifjú költőben, Weidinger Vilmos eszméltető erejükért, eredeti mondanivalójukért méltatta verseit. Bertók László ettől némiképp eltérően a költői fegyelem, a folyamatos és átgondolt érlelés, átdolgozás jeleit emelte ki Kulcsár költeményeiben.
1983. május 20-án hunyt el szívinfarktusban, búcsúztatására május 25-én került sor a szombathelyi Jáki úti temetőben.